# Sentimiento antijaponés en Corea
El sentimiento antijaponés en Corea, es un tema cuyos orígenes se remontan hasta el siglo XIII y están fuertemente determinados por el pasado agresor de Japón hacia la península. Diferentes disputas a lo largo de la historia de ambos países, tales como las invasiones japonesas a Corea y la ocupación japonesa de Corea, así como controversias más recientes referentes a los textos de historia de Japón, son algunos de los acontecimientos que han perpetuado este sentimiento. 

### Incursiones piratas japonesas
El primer suceso histórico que demostró dejar algunas semillas para sembrar este sentimiento antijaponés en la sociedad coreana, es el de las incursiones de piratas japoneses, también llamados waegu (왜구 en coreano, wakō, en japonés) a la península de Corea. 
Durante la etapa de Goryeo o Koryo tardío (1196-1392), se presentaron diversos problemas económicos y sociales. Fue entonces, en el siglo XIII, que comenzaron las incursiones de los mencionados waegu, quienes atacaban las costas de China y Corea.
Para muchos asiáticos del sudeste, las incursiones eran una forma de vida ligada a la guerra, la esclavitud y el comercio. A mediados del siglo XIV, estas alcanzaron grandes proporciones al devastar pueblos costeros y bloquear la transportación marítima.
Las incursiones fueron combatidas por fuerzas coreanas, las cuales estaban lideradas por los comandantes Choe Yong y Yi Song-Gye, este último, posteriormente sería el fundador de la dinastía Joseon.

### Invasiones japonesas de Corea 1592-1598
Artículo principal: Invasiones japonesas de Corea (1592-1598)
Este conflicto abarca las dos invasiones a Corea por parte de Japón, y es conocido por los coreanos como Imjin Weran (la invasión de los bandidos japoneses en el año del dragón de agua), mientras que los japoneses le llaman yakimono senso (guerra de la cerámica).
Estas invasiones fueron conducidas en 1592 por Toyotomi Hideyoshi, quien tenía como propósito conquistar China, sin embargo, primero necesitaba tomar control de Corea o al menos, tener libre tránsito a través de la península para marchar sobre ella y alcanzar su objetivo.
A pesar del gran avance y ventaja que llevaban los japoneses sobre los coreanos, debido a la posesión de extensas tropas y arsenal de los primeros, les fue imposible evitar a la armada coreana, que bajo el mando del almirante Yi Sun-sin, logró detener el avance japonés. En 1593, tras una serie de negociaciones entre los tres involucrados en el combate, que no dieron resolución alguna, se retomó el enfrentamiento que culminó con la muerte de los militares Hideyoshi y Yi en 1598.
Si bien Japón sufrió la derrota militar, fue Corea quien padeció la destrucción y las pérdidas materiales en su territorio, esto se pudo apreciar durante la guerra, pues los japoneses recolectaron por la fuerza suministros de los agricultores coreanos e incluso recaudaron impuestos.
El hecho de que el resultado de la batalla fuese mayormente negativo para los coreanos, se debe principalmente a la muerte de al menos 125, 000 civiles y a la pérdida de alrededor de otros 70, 000 llevados Japón como prisioneros de guerra. Entre estos últimos se encontraban artesanos, artistas y académicos, los cuales hicieron aportaciones al desarrollo del arte y cultura japonesa; tal es el caso de los ceramistas coreanos, que introdujeron en Japón técnicas para mejorar la producción de cerámica, y es por ellos que se refiere a este conflicto como guerra de la cerámica.
Aunado a lo anterior, los coreanos se encontraron con la pérdida de sus tierras de cultivo y la destrucción tanto de documentos históricos, como de edificios y tesoros nacionales. Empero, lo que suscita aún más el sentimiento de indignación en la sociedad coreana, es la práctica frecuente que llevaron a cabo los japoneses, de cortar las narices y orejas de sus víctimas, soldados y civiles, para posteriormente llevarlas a Japón como trofeos.

### Ocupación japonesa de Corea 1910-1945
Artículo principal: Ocupación japonesa de Corea
Durante este periodo, Corea estuvo bajo el dominio del Imperio Japonés durante casi 35 años, y dicho colonialismo finalizó hasta la rendición de Japón en la Segunda Guerra Mundial en 1945.
En la etapa de esta ocupación, Japón gobernó a través ejército, y cualquier desacuerdo coreano era eliminado. Además, los civiles fueron obligados a trabajar en fábricas japonesas y eran enviados como soldados al frente. En el año 1939, las autoridades presionaron a los coreanos para adoptar nombres japoneses, cambiándolos por los propios, dicha orden fue cumplida por más del 80 por ciento de los ciudadanos.
Asimismo, posterior a la Primera Guerra Mundial, entre los años 20 y 30, se llevó a cabo la práctica del control de la natalidad, o mejor dicho, el ejercicio de limitar el nacimiento. El control de la reproducción de las mujeres tuvo repercusiones dentro de la familia, los roles de género, la actividad sexual, etc. Se vinculó el cuerpo y la salud de una mujer a sus roles biológicos y sociales como madres, y, a pesar del potencial liberador para las mujeres que tuvo la discusión, esta práctica fue principalmente dominada por reformadores y médicos masculinos.

### Mujeres de Consuelo
Artículo principal: Mujeres de consuelo
El término wianbu (위안부 en coreano), es usado para referirse a los miles de mujeres forzadas a la esclavitud sexual por parte de militares japoneses y para la satisfacción de los mismos, durante la Segunda Guerra Mundial. 
A principios de 1990, sobrevivientes de Corea del Sur demandaron al estado japonés, en busca de una disculpa y compensación, y fue entonces, que Japón se vio obligado a confrontar este tema. Conforme se descubrieron documentos que demostraban la participación del ejército japonés en este sistema de esclavitud, los políticos se disculparon pero sin ofrecer alguna compensación. Posteriormente, en 1993 el gobierno japonés emitió una declaración sobre este tema, en la que aceptó la participación de los militares, además de la coerción en el reclutamiento y tratamiento de las víctimas.
En el año 2007, la Cámara de Representantes de Estados Unidos aprobó una resolución solicitando a Japón reconocer su responsabilidad histórica hacia las mujeres de consuelo. Sin embargo, la administración de Shinzō Abe se negó a esto, argumentando que fueron agentes privados, no militares, los que habían llevado por la fuerza a las mujeres a "lugares de confort".
Recientemente, representantes del gobierno japonés han intervenido en la construcción de monumentos y estatuas dedicadas a las mujeres de consuelo en Corea del Sur, Filipinas y en Estados Unidos. La conmemoración de las mujeres de consuelo resulta esencial para comprender y reconocer la historia del colonialismo japonés, y además, dichos memoriales pretenden recuperar el pasado traumático del estimado de 200, 000 mujeres perjudicadas.

### La controversia de los textos de historia de Japón
Desde 1980 han surgido controversias alrededor de los libros de texto de historia japoneses, debido a que en estos se presenta una visión errónea e incompleta de la historia. Esto puede explicar el resentimiento de los coreanos hacia Japón, que no ha mostrado señales de arrepentimiento.
El expresidente coreano Roh Moo-hyun pidió en 2007, respeto a la verdad histórica y dijo que muchas tensiones entre Corea y Japón, podrían resolverse si este último es sincero. Declaró también, la necesidad de Japón, de abstenerse a glorificar o justificar su historia colonial, para poder ganarse el respeto y confianza de la comunidad internacional.
Diversos temas, como la colonización, son los que generan controversia en los libros de texto, sin embargo, uno de los más nombrados es el de la ausencia de mención a las mujeres de consuelo; esto lleva a la deducción de que Japón intenta evitar cualquier responsabilidad por este aspecto de su pasado, borrándolo de su historia nacional.
En la declaración de 1993 referente a las mujeres de consuelo, Japón prometió nunca repetir el mismo error, grabando para siempre dichos temas en la memoria del pueblo japonés a través del estudio y la enseñanza de la historia. Así, en 1996, se incluyó el tema en los libros de secundaria aprobados por el gobierno, sin embargo, cinco años después, solo unos pocos continuaron mencionándolo y el 80 por ciento de las escuelas adoptó los que evitaban el asunto en cuestión.
A pesar de los varios intentos de Japón por ocultar o ignorar estos temas, diversos activistas trabajan para que el país enfrente y asuma sus responsabilidades.